# Otto Praun
Otto Praun (* 28. April 1894 in München; † zwischen 14. und 19. April 1960 in Pöcking) war ein deutscher Gynäkologe und handelte mit Immobilien. Bekanntheit erlangte er durch seine Ermordung, für die Vera Brühne und Johann Ferbach in einem Indizienprozess zu lebenslanger Haft verurteilt wurden; Prauns Verstrickung in Waffenhandel und Spionage wurde hingegen niemals Gegenstand des Prozesses.

## Leben
Otto Praun entstammte einer Familie, deren Mitglieder seit dem Zweiten Weltkrieg zur Führung der westdeutschen Geheimdienste gehörten. Sein Vetter Albert Praun war in der NS-Zeit General der Nachrichtentruppe. Er übernahm 1956 mit dem Decknamen „Schwarz“ in Pullach die Leitung der Fernmeldeaufklärung. Sein Neffe Dietrich Praun brachte es zum Leiter des Referats Sicherheit/Gegenspionage und wurde später unter dem Decknamen „Pranner“ BND-Resident in Tunesien.
Praun wurde 1928 Mitarbeiter der Abwehr, er war Vertrauensarzt der Allianz und trat zum 1. Mai 1933 der NSDAP bei (Mitgliedsnummer 1.725.299). Zwischen 1937 und 1944 schützte Praun Menschen vor dem Zugriff der NS-Diktatur, indem er ihnen Atteste ausstellte. Ein Ehepaar wurde so vor der Zwangsarbeit bewahrt. Die Gestapo ermittelte gegen Praun wegen Verstoßes gegen die Verordnung über außerordentliche Rundfunkmaßnahmen. 1944 wurde von einem Ortsgruppenleiter ein Parteiordnungsverfahren wegen wiederholten „Nicht-Tragens“ des Parteiabzeichens angeregt. In einer Aktennotiz des BND fanden Journalisten 2001 den Hinweis, Praun habe „der Spionage von Hitlers Wehrmacht als Offizier oder V-Mann gedient und später auch dem BND“ und „sei in Waffenschiebereien verwickelt“ gewesen.
1954 wurde eine frühere Mitarbeiterin der Abwehr, Sonja Bletschacher, in Starnberg tot aufgefunden. Sie war eine Freundin von Praun und hatte einen Oberst Bletschacher geheiratet, der 1944 gestorben war. Nach dem Krieg war Sonja Bletschacher einmal von Praun in sein Haus in Pöcking eingeladen worden. Praun war zum Fall Bletschacher befragt worden. Für Tötungsdelikte im Landkreis Starnberg war die Kriminalpolizei in Fürstenfeldbruck zuständig. Im Fall Bletschacher wurde Suizid ermittelt.
Praun stellte Vera Brühne im Juli 1957 in München als Chauffeuse ein, wofür er ihr einen gebrauchten VW Käfer zur Verfügung stellte und 200 Deutsche Mark monatlich zahlte. Im Oktober 1957 chauffierte Brühne Praun erstmals zu dessen Finca Casavana an der Costa Brava, die von der Verwalterin Katja Hintze betreut wurde. 1958 entließ Praun Hintze und übertrug Brühne die Verwaltung des Grundstückes bei Lloret de Mar in der spanischen Provinz Girona. Am 23. Mai 1959 erstellte Praun in Arbúcies ein Testament, in dem er Brühne ein lebenslanges Wohnrecht auf dem 8,3 Hektar großen Landsitz einräumte.

## Tod
Als am 19. April 1960, dem Dienstag nach Ostern, Praun nicht in seiner Praxis in der Lindwurmstraße in München erschien, fuhr gegen 22:00 Uhr seine Sprechstundenhilfe mit ihrem Mitbewohner nach Pöcking. Ihr Begleiter betrat die Villa über die Terrassentür und fand Praun erschossen vor. Die Polizei fand später auch die durch einen Genickschuss ermordete Haushälterin Elfriede Kloo im Souterrain der Villa. Der zuständige Kriminalobermeister Rodatus stellte noch in derselben Nacht einen – für die Aufklärungsstatistik positiven – erweiterten Suizid Prauns fest.
Am 22. April 1960 wurde Praun auf dem Münchener Nordfriedhof beerdigt. Er hinterließ ein Vermögen, das auf 1,6 Millionen Deutsche Mark geschätzt wurde, nach heutigem Wert etwa 4,5 Millionen Euro. Am 2. August 1960 fand im Amtsgericht Starnberg die Testamentseröffnung statt. In seinem Testament vom 23. Mai 1959 räumte Praun Brühne ein lebenslanges Nutzungsrecht für sein Anwesen in Lloret de Mar ein. Praun vererbte sein Grundeigentum in Spanien an Brühne mit der Auflage, dass bei Antritt des Erbes ein Nacherbenvermerk zugunsten seines Sohnes Günther Praun (* 1930) in das Grundbuch eingetragen wird. Brühne hätte das Gelände nutzen können, ein Verkauf wäre aber von der Zustimmung durch Günther Praun abhängig geblieben. 
Nach der Testamentseröffnung war der Konsens über Prauns Todesursache nicht mehr ungeteilt. Zwei Wochen nach der Testamentseröffnung erstattete der Anwalt von Günther Praun bei der Staatsanwaltschaft beim Landgericht München II Strafanzeige gegen Unbekannt wegen Mordes in zwei Fällen. Außerdem beantragte er die Exhumierung und Sektion der Leiche Otto Prauns. Am 27. Oktober 1960 gab der zuständige Ermittlungsrichter beim Amtsgericht München dem Ersuchen statt. Die anschließende Obduktion ergab, dass Praun mit zwei Kopfschüssen ermordet worden war.
Im Frühjahr 1962 wurden Brühne und dem Mitangeklagten Johann Ferbach der Prozess gemacht. Günther Praun brachte eine Reihe entscheidender Beweismittel in das Verfahren ein, die nicht polizeilich gesichert worden waren und von Praun hätten verfälscht worden sein können. Eine wichtige Rolle im Prozess spielten auch die widersprüchlichen Aussagen von Brühnes Tochter Sylvia Cossy, die ihre Mutter ursprünglich belastet hatte und ihre Aussage dann vor Gericht widerrief. Am 4. Juni 1962 wurden Brühne und Ferbach wegen gemeinschaftlichen Doppelmordes zu einer lebenslangen Zuchthausstrafe verurteilt. Ein Revisionsantrag wurde am 4. Dezember 1962 vom Bundesgerichtshof abgelehnt, das Urteil damit rechtskräftig. Brühne wurde 1979 begnadigt und aus der Haft entlassen. Sie starb 2001.